# Araneus circulissparsus
Araneus circulissparsus là một loài nhện trong họ Araneidae.
Loài này thuộc chi Araneus. Araneus circulissparsus được Eugen von Keyserling miêu tả năm 1887.